# 横浜市奈良中学柔道部暴行事件
横浜市奈良中学柔道部暴行事件（よこはましならちゅうがくじゅうどうぶぼうこうじけん）とは、横浜市立奈良中学校で2004年に同校柔道部顧問教諭が3年生だった柔道部員の男子生徒を呼び出して、意識がもうろうとしているのにもかかわらず一方的に投げ技や絞め技などを繰り返し、脳挫傷とその後遺症として高次脳機能障害を負わせた事件。

## 概要・経緯
2004年12月24日、同教諭は部活を引退した同生徒を呼び出し、大外刈、背負投といった大技を連続でかけ続け、その後絞め技をかけて生徒が意識朦朧となっているのにもかかわらず継続し、重傷を負わせた。
生徒は病院に搬送されたが頚椎ねんざ・急性硬膜下血腫と診断され、脳内の静脈切断や前頭葉の挫傷なども判明し、頭蓋骨を取り外す手術を行った。術後・退院後も、記憶障害や手の麻痺など高次脳機能障害の後遺症などが残ったため、大学進学を断念した。
当該教諭は謝罪せず、さらには学校や教委側が隠蔽を行おうとしたことが明らかになっている。 
2007年12月14日、被害者の両親は教諭、市および県に対し約1億8600万円の損害賠償を求める訴訟を起こした。
2011年12月27日、横浜地裁は教諭に過失があったことを認め、賠償請求についても「公務員が過失で損害を与えた場合は公共団体が責任を負う」として、市と県に対し計約8900万円の支払いを命じた。

## 事件後
神奈川県警捜査1課は、2007年7月2日に傷害容疑で同教諭を横浜地検に書類送検している。同教諭は「（生徒の）態度が悪く矯正しよう思った。躾の一環だった」と供述した。
その後、2009年10月27日、横浜地検はこの教諭について嫌疑不十分で不起訴処分とした。
生徒と両親は納得せず、10月30日に横浜第一検察審査会に審査を申し立てることを表明した。
12月11日までに横浜第一検察審査会は教諭について不起訴不当とし、横浜地検に業務上過失傷害容疑で再度捜査の上、処分を再考するよう求めた。しかし、横浜地検は教諭を再び不起訴処分とした。